# Ben Turner
Benjamin Elliott „Ben“ Turner (* 28. Mai 1999 in Doncaster) ist ein britischer Radrennfahrer.

## Sportlicher Werdegang
Seine Karriere im Radsport begann Benjamin „Ben“ Turner im BMX-Rennsport, bevor er zum Cyclocross wechselte. Um sich auf den Cyclocross zu konzentrieren, zog er im Alter von 17 Jahren nach Belgien. Als Junior stand er bereits auf dem Podium der nationalen Meisterschaften und im Weltcup in seiner Altersklasse. Bei den UCI-Cyclocross-Weltmeisterschaften 2017 gewann er die Bronzemedaille. Nach dem Wechsel in die U23 fuhr er für verschiedene UCI Cyclo-Cross Teams und erzielte auch in der U23 Podiumsplatzierungen im Weltcup und bei nationalen Meisterschaften.
Auf der Straße war Ben Turner zunächst nur gelegentlich unterwegs. Da sein Team Trinity Racing auch als UCI Continental Team lizenziert war, konnte er in der Saison 2021 durch mehrere Top-10-Platzieren bei Straßenrennen auf sich aufmerksam machen, unter anderem durch den dritten Platz im Einzelzeitfahren beim U23-Etappenrennen Giro Ciclistico d’Italia, bei dem er auch einen Tag das Rosa Trikot des Gesamtführenden trug. Zudem wurde er Britischer U23-Vizemeister im Einzelzeitfahren.
Zu der Saison 2022 erhielt Turner einen Vertrag beim UCI WorldTeam Ineos Grenadiers, von dem er schon mehrere Jahre beobachtet wurde. Daraufhin wandte er sich nach der Cyclocross-Saison 2021/22 vollends dem Straßenradsport zu. Bereits in seiner ersten Saison nahm er mit der Vuelta a España erstmals an einer Grand Tour teil. Den ersten internationalen Eliteerfolg erzielte er in der Saison 2023, als er die Murcia-Rundfahrt im Bergaufsprint für sich entschied.

## Erfolge

### Cyclocross
2017
- Weltmeisterschaften (Junioren)

### Straße
2023
- Murcia-Rundfahrt

2025
- eine Etappe Polen-Rundfahrt

## Grand Tour-Platzierungen
| Grand Tour            | 2022 | 2023 | 2024 |
| --------------------- | ---- | ---- | ---- |
| Giro d’ItaliaGiro     | –    | –    | –    |
| Tour de FranceTour    | –    | –    | 115  |
| Vuelta a EspañaVuelta | 72   | –    | –    |